# Кепы
Кепы (др.-греч. Κῆποι Σκυθίας, Сады Скифские) — древнегреческая колония, основанная выходцами из Милета.
Кепы были основаны в самой восточной части Таманского залива примерно в 580/570-е годы до н. э. Они были одним из крупнейших городов Азиатского Боспора. В период расцвета города его площадь достигала 20-25 га. Поселение стало известно в мировой истории благодаря тому, что его правителем был Гилон — дед политического деятеля и одного из самых известных ораторов Греции Демосфена.

## Археологические исследования
В целом античные города азиатской части Боспора исследованы недостаточно. Исключение могут составлять столица азиатской части Боспора — Фанагория — и синдский город у Семибратных курганов. Раскопки Патрасия, Гермонассы, Горгиппии, Раевского городища проводились эпизодически или в очень небольших масштабах. В некоторых городищах вообще не проводились археологические исследования. За последние 2000 лет берега полуострова претерпели значительные разрушения и изменения. Разрушения продолжаются и поныне. Некоторые прибрежные города и поселения, такие как Корокондама, Тирамба, вероятные поселения на косах Чушка и Маркитантка потеряны почти полностью; другие — Фанагория, Гермонасса, Патрей, городища возле посёлков Батарейка, Кучугуры и другие, разрушены частично и продолжают испытывать интенсивное разрушение.

### Расположение города
Согласно описанию античных авторов, Таманский полуостров в древности представлял собой комплекс островов, крупнейшие из которых имели название Цимерис и Фанагория. Кепы, Фанагория и другие важные города того региона располагались именно на острове Фанагорус. Город стоял на берегу пролива, между Чёрным и Азовским морем, который был альтернативным путём обхода Боспора Киммерийского.

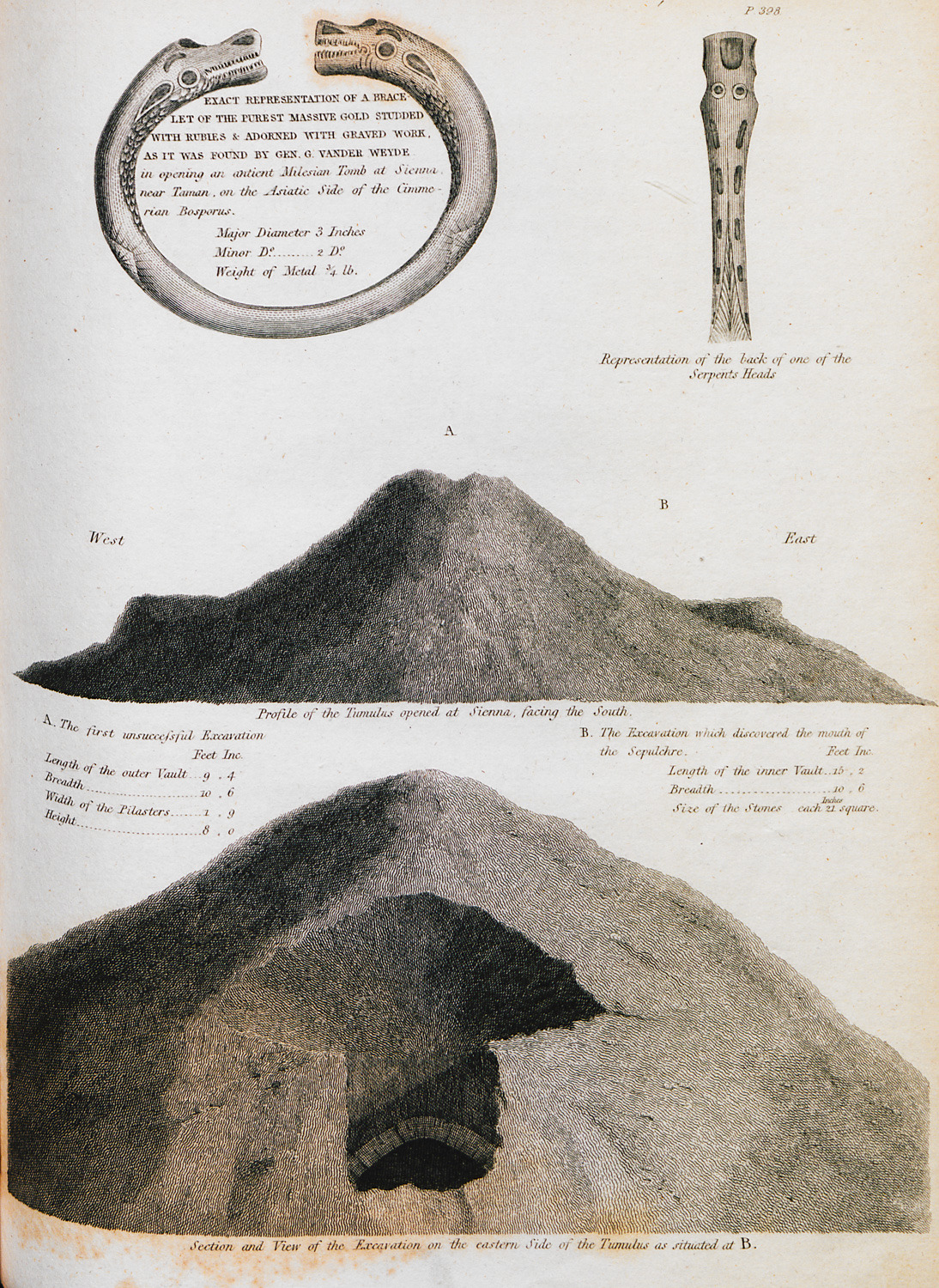
Точное изображение браслета из чистейшего массивного золота, инкрустированного рубинами и украшенного резной работой, найденный генералом Г. Вандер Вейд, при вскрытии древней милетской гробницы в Сенной близ Тамани, на азиатской стороне Киммерийского Босфора. Большой диаметр 3 дюйма. Малый диаметр 2 дюйма. Вес металла 3/4 фунта. Изображение задней части одной из голов змеи. Профиль кургана. Запад — A- B- Восток. Профиль кургана, открытого в Сенной, обращен на юг. A. Первые неудачные раскопки. B. Раскопки, в ходе которых был обнаружен вход в усыпальницу. Длина внутреннего склепа 15,2 фута. Ширина 10,2 фута. Размеры камней по 23 квадратных дюйма каждый. Разрез и вид раскопок на восточной стороне кургана, расположенного в Б. (Путешествия в Россию, Татарию и Турцию. Эдвард Кларк. 1810)

Английский путешественник Эдвард Дэниел Кларк путешествовавший в России в 1799 году, в хронике своих путешествий предположил, что раскопки в Сенной (Краснодарский край) на Черноморском побережье, которые он посетил, по-видимому, очень точно соответствуют описаниям Cepys Страбона и Cepoe Milesiorum Плиния Старшего.
По мнению археологов, расположение города Кепы следует искать на месте городища на восточной части Таманского залива, возле посёлков Пивнево и Артюховка. В периплах Псевдо-Скилака и Псевдо-Скимна расположение Кепы определено слишком в общей форме. Псевдо-Скилак размещает Кепы в области синдов, Псевдо-Скимн связывает их расположение с выходом из пролива.
Более точное указание относительно этого дает Страбон:
При въезде в Корокондамитиду находятся значительный город Фанагория, Кепы, Гермонасса и Апатур — святилище Афродиты. Фанагория и Кепы расположены на упомянутом острове при входе в озеро с левой стороны, а остальные города — за Гипанисом в Синдской области
На территории, определённой как остров Фанагора, долгое время не было найдено других значительных городищ, кроме Фанагорийского и городища на окраине Таманского залива, которое традиционно считается остатками Кепы, поскольку раскопки подтвердили существование здесь крупного города. Во время раскопок в 2013 году был найден ещё один город за несколько километров от посёлка Приморский. Георадарные исследования показали, что город занимает, по самым скромным подсчётам, 30 гектаров. Его масштабы позволяют предположить, что именно это и есть город Кепы. По новой теории учёных на традиционном месте расположения города Кепы мог находиться город Апатур, поскольку похоронный обряд того городища ближе к фанагорийскому, чем к милетскому, а Кепы были милетской колонией. Таким образом, археологическая карта может измениться: Кепы расположатся ближе к нынешней Тамани, а там, где они находились ранее, появится город Апатур. Однако это пока только гипотеза.

Боспорское царство

Относительно традиционного городища, то оно расположено на восточном берегу Таманского залива, на небольшом естественном возвышении, которое на западе круто спускается к заливу. Это возвышение является неровным плато, которое сильно разрыто окопами и воронками и приходит на запад; его высшая горизонталь в северо-восточной части лежит на 27 м выше уровня воды Таманского залива; площадь примерно 8-9 га. С севера и северо-востока городище ограничено довольно крутым склоном и валообразной грядой, с юго-востока небольшой лощиной, с запада береговым склоном и обрывом. Но на этом месте была расположена только одна, верхняя часть города. Другая часть городища расположена под западным склоном на нижнем плато. Здесь, как и в Фанагории, которая расположена от Кепов за три-четыре километра по прямой линии, при частичном снижении берега почти весь нижний город был разрушен волнами залива. Доказательством этого является тот факт, что на прибрежном склоне, который образует узкую полосу остатков нижнего плато, можно увидеть оторванный городской культурный слой толщиной до 3,5 м, который доходит до уровня воды, а в центральной части, у колодца, слой V в. до. н. э. залегает ниже современного уровня воды в заливе. Кроме этого, у подножия откоса, наряду с современной границей воды и суши, в 1958 году был открыт античный колодец в 8 м от современного, который существует, возможно, также с античных времен. По рассказам старожилов, в XIX веке существовали ещё два старинных колодца на некотором расстоянии к западу от упомянутых. Теперь эти колодцы не существуют, они затянуты илом и покрыты наступающей водой.

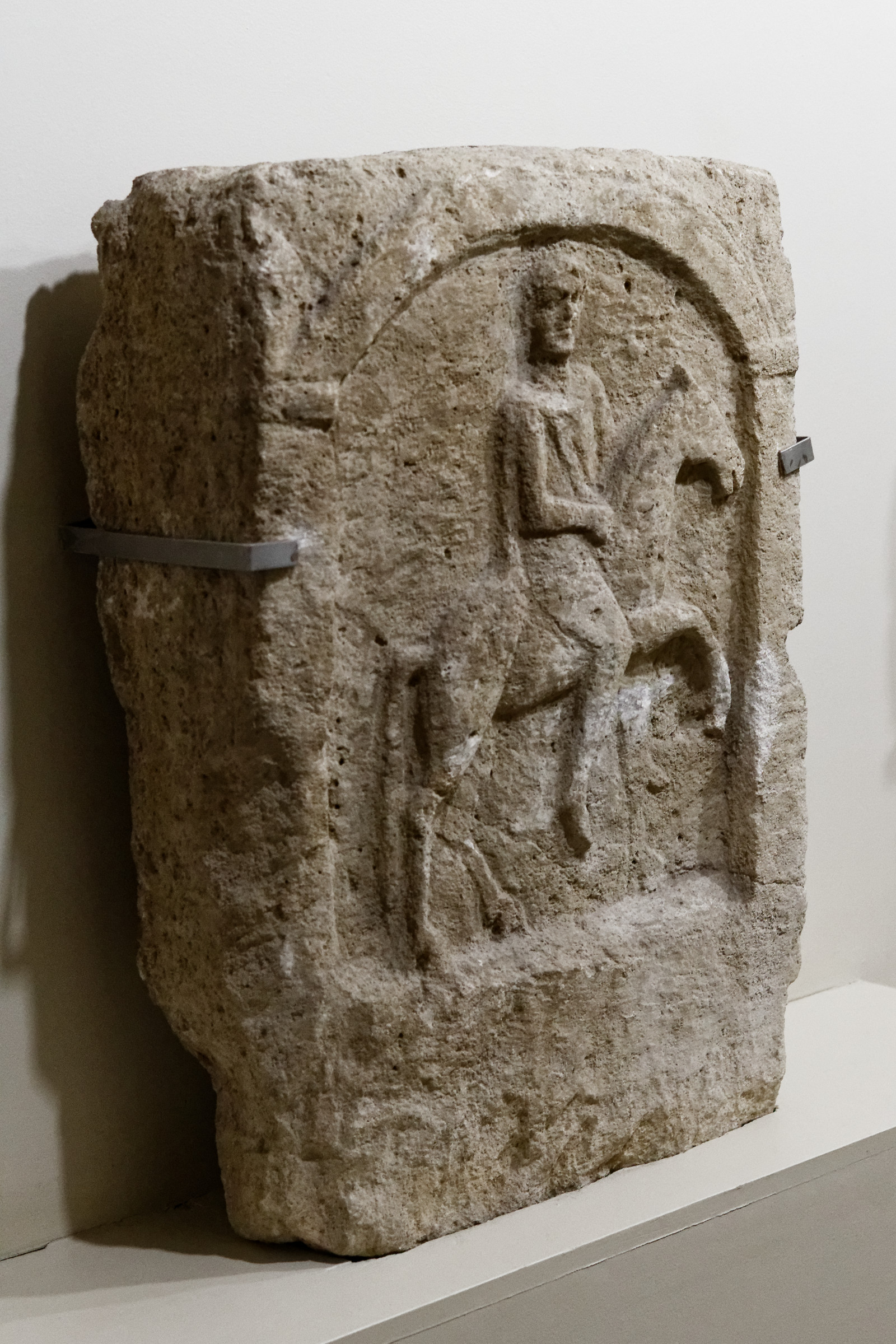
Надгробие из Кеп (ГИМ)

Границы утраченной части города, очевидно, определяются мелководьем, которое мысом вдается в залив напротив верхнего плато, на расстоянии до 500 м. Вслед за мелководьем, глубина которого не превышает 0,50-0,60 м, дно резко снижается. У берега глубина залива настолько невелика, что восточные ветры обнажают его на десятки метров. Есть основания предполагать, что предел мелководья и является границей древнего города, утраченная территория которого составляет примерно 8-9 га. Следовательно, общая площадь города должна была бы составлять не менее 20-25 га, включая расширение города в I—II вв. н. э. Уничтоженный мыс образовывал в южной части подобие бухты, где, вероятно, была стоянка кораблей. Здесь, на юге, залив в давние времена ещё больше врезался в сушу.
Если верно утверждение о соединении Таманского залива с Ахтанизовским лиманом и Пересыпным устьем через высохший Субботин ерик (вдоль так называемого Киммерийского вала, на север от городища), то географическое положение Кепов было крайне удачным. Почвенный некрополь был расположен к востоку от города; основной массив его расположен на песчаных косогорах за 400—500 метров от города. Ещё дальше на восток, по склону Цымбалки и на его гребне расположен курганный некрополь. Курганы окружали город также с юга и севера по равнинной части.
В схолиях к Демосфену указывается, что Гилон получил Кепы и τόπους τίνάς, то есть некоторые поселения. Отсюда следует, что Кепам принадлежал определённый округ с расположенными там сельскохозяйственными поселениями. Есть веские основания говорить, что основной, ближайшей сельскохозяйственной территорией, принадлежащей городу, был участок, который примыкает с севера к низине, тянувшейся от северо-восточного угла Таманского залива на восток; вдоль этой низины проходит так называемый Киммерийский вал, который прослеживается на расстоянии 1200—1300 м. С юга земли города ограничивались полосой, которая начиналась с юго-восточного угла Таманского залива (который ранее был глубже в сушу), который шёл на восток, до южных склонов горы Цымбалки. Безкурганная полоса, очевидно, ограничивала земли Фанагории и Кепов. На юго-запад от полосы тянулись курганы, которые составляли непрерывные группы и цепи, расположенные вокруг Фанагории. На север расположены курганы, которые создают единую группу от склонов горы Цымбалки и до берегов Таманского залива. На востоке границы менее ясны, но, вероятно, они определялись склонами Цымбалки. На этой площади сохранились следы поселений: повсюду попадаются отдельные фрагменты керамики.
В конце V и в IV в. до н. э. округа, которые подчинялись Кепам, были шире и доходили до юго-восточной конечности Фанталового полуострова, где в районе посёлка Татарский разведкой Таманского отряда обнаружены два поселения. Известны также следы поселений у восточного конца вала; последний не мог в те времена играть оборонительную роль, поскольку вся территория входила в состав боспорских земель. Если верить сообщению Страбона, то Сатир I был похоронен в кургане в западной окраине Фанталового полуострова. Между посёлком Татарским и западным окончанием Киммерийского вала и вблизи западного конца вала также существовали поселения, но похоже, значительно позднего периода.

### Археологические раскопки

Фото и план раскопок из отчёта Н. И Сокольского, которые проводились в 1967 году

До 1957 года археологические раскопки здесь не проводились, хотя некоторые археологи посещали это городище и собирали подъёмный материал. Отдельные случайные находки поступали из некрополя Кепов в Темрюкский, Краснодарский и другие музеи.
С 1957 по 1960 год на городище проводил работы Таманский отряд Института археологии АН СССР. На нескольких участках вскрыта площадь всего 700 м2 и зафиксировано 12 культурно-исторических наслоений; добыт значительный материал, открыты остатки зданий первых веков нашей эры. С целью комплексного исследования города отрядом Государственного исторического музея под руководством Н. П. Сорокиной в 1959 году были начаты раскопки почвенного некрополя, где за два сезона было раскрыто 60 могил и земляной склеп. В эти же годы происходила разведка прилегающей территории. Раскопки продолжались до 1972 года.
В 1984—1989 годах на месте городища проводились раскопки под руководством В. Д. Кузнецова.
Летом 2013 года на Таманском полуострове проводились археологические исследования, которые состоялись с участием волонтёров фонда «Археология» в рамках Президентского гранта. Во время предыдущих георадарных исследований в археологическом памятнике «7 километр» было обнаружено значительное поселение общей площадью 30 га. В связи с этим и некоторыми другими косвенными доказательствами, участник экспедиции к. и. н. Николай Федосеев выдвинул предположение, что данный объект археологии можно идентифицировать с античным городом Кепы. В ходе работ в северо-восточной части городища был раскопан участок с сохранившимися строительными конструкциями. По мнению археологов, они принадлежат сооружениям, которые существовали до I в. до н. э. На это указывает найденный археологический материал. Веротяно, что это поселение, как и многие другие на Таманском полуострове, погибли в ходе подавления восстания греков войсками Боспорского царя Митридата VI Евпатора. На это указывают найденные во время расчистки внутренних помещений зданий фрагменты светлоглиняных керамических амфор с двуствольными ручками. Наиболее ранний керамический материал относится ко второй четверти VI в. до н. э., это стенки клазоменских амфор и ионических расписных сосудов. Поселение, похоже, было очень богатым, поскольку было найдено большое количество остатков глиняной черепицы и расписной посуды. К сожалению, около 30 % городища ушло под воду Таманского залива.

## История
Как и некоторые другие боспорские города, Кепы возникли на месте, где существовали более ранние, вероятно, киммерийские поселения 2 тысячелетия до н. э. Об этом свидетельствует находка в городских слоях обломка каменного топорика северо-кавказского типа и резцов из кремня.
Античные авторы сохранили очень мало упоминаний о городе. Согласно периплам Псевдо-Скимны, Кепы были основаны милетянами. Об учреждении милетянами Пантикапея и Феодосии существуют прямые доказательства. Уже этот факт указывает, что Кепы начали существовать в VI в. до н. э. Основание их, очевидно, входило в единый милетский колонизационный поток на Боспоре и вряд ли по времени далеко уходило от основания Пантикапея. Открытие архаического слоя в Кепах показало, что во второй половине VI в. до н. э. город на верхнем плато уже занимал значительную территорию и жил интенсивной жизнью. Следовательно, можно твердо сказать, что в середине VI в. до н. э. Кепы как город или постоянное поселение уже существовали. Отдельные фрагменты родосской и ионической керамики во второй четверти VI в. до н. э. дают основания считать, что Кепы возникли даже раньше середины, скорее во второй четверти VI в. до н. э. Из выступления Эсхина против Ктесифонта известно, что Кепы были переданы боспорским правителем афинянину Гилону, деду знаменитого оратора Демосфена. Диодор Сицилийский сообщает, что младший сын Перисада I, Притан, потерпел неудачу в борьбе с братом Евмелом и скрылся в Кепах, где и был убит.
Материал, полученный при раскопках Кепов, свидетельствует, что в III-II вв. до н. э. Кепы достигают наивысшего экономического процветания; кризисных явлений не отмечено. Установлено, что в период III—II вв. до н. э. Боспорское царство в целом постепенно ослабевало. Однако вопрос о характере этого упадка оказался спорным. Некоторые исследователи подчёркивали неравномерность экономического развития различных частей Боспорского царства как во времени, так и в отдельных отраслях хозяйства. В частности, отмечались факты, характеризующие ослабление европейской части Боспора в III—II вв. до н. э. и одновременное процветание городов азиатской части. Известные археологам материалы из Кепов ещё больше подтверждают последнее утверждение.

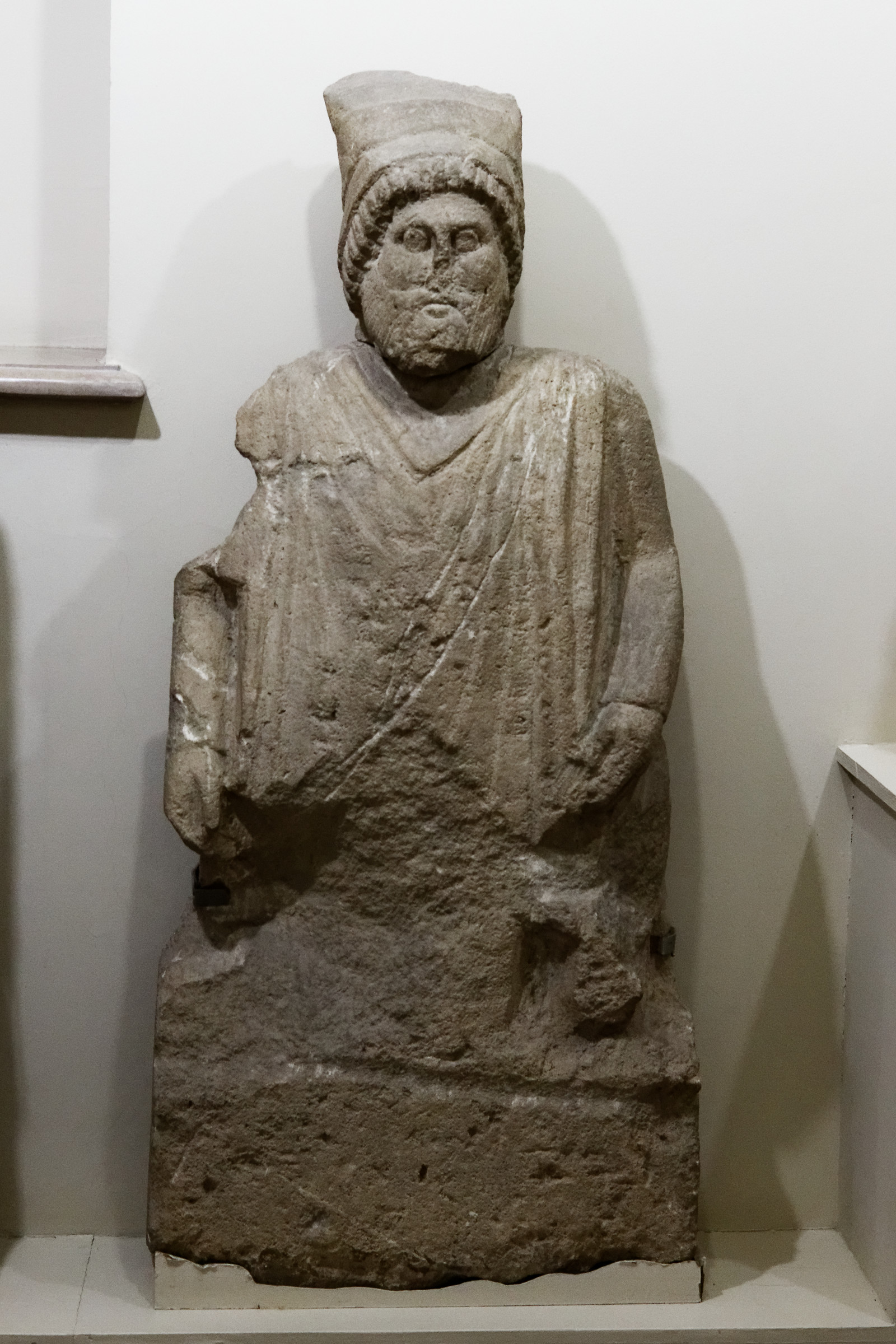
Надгробие из Кеп в виде поколенного изображения мужской бородатой фигуры. I в. до н. э. ГИМ

При археологических раскопках ранее не отмечалось каких-либо следов значительных разрушений в городах Азиатского Боспора в период конца II—I вв. до н. э. Очень высока вероятность того, что бурные события этого времени коснулись городов восточной половины государства. В связи с этим археологов очень заинтересовала часть кладки фундамента, открытая в 1957 году на северном раскопе. Эта кладка, которая лежит в слое I в. до н. э., состоит по большей своей части из мелких обломков мраморных архитектурных деталей и плит; один фрагмент плиты из белого мрамора сохранил остатки двух букв, вероятно, остатки декрета. Факт этот указывает на существование в Кепах в III—II вв. до н. э. зданий из мрамора. Мраморных обломков в культурном слое центральной части верхнего города очень много, гораздо больше, чем их находили в Пантикапее при раскопках на северном склоне горы Митридат в 1956—1958 годах. Особенно много в Кепах обломков облицовочных плит. Часть из них относится к эллинистической эпохе, а часть, как полагают исследователи, к зданиям I—II вв. н. э. К сожалению, все они оказались разбитыми на мелкие куски. Однако, судя по скоплению находок мраморных фрагментов, есть основания утверждать, что общественные здания располагались в районе верхнего города возле западного раскопа и на юго-восток от него. В 1937 году на городище в кладке римского времени был обнаружен фрагмент беломраморного пьедестала с остатками надписей, датирующихся концом IV — началом III в. до н. э.
В конце II в. до н. э. Кепы, вместе с другими боспорскими городами, были захвачены Понтийским царством. Но уже в 71-70 годах до н. э. были отвоеваны Римом.
Упоминание названия «Кепы» Плинием Старшим и Помпонием Мелой указывает лишь на то, что Кепы в первых веках нашей эры продолжали существовать. Но если античная литературная традиция не сохранила никаких сведений о жизни Кепов в первые века нашей эры, то археологические материалы сегодня дают возможность составить некоторое представление о хозяйстве и культуре города в этот период. В I—II вв. н. э. Кепы, как и другие города Боспора, жили полнокровной жизнью. Население города увеличивалось, границы его, как показывает юго-западный раскоп и культурный слой в обрыве берега, расширились в южном направлении примерно на 200 метров.
В Кепах I в. до н. э., как и в других городах Боспора, наблюдается значительное изменение культурного облика города — сарматизация. Это проявляется прежде всего в формах сосудов (зооморфные ручки, резкое увеличение количества лепной керамики, появление лощёных сосудов). Все это, по мнению археологов, было связано с усиленным проникновением в город негреческих, сарматских и синдо-меотских элементов. В земляном некрополе Кепов появились новые черты погребального обряда — захоронения с тризной и заложением трёх лошадей, обряд разбитого зеркала. Показательно, что Гокон и его отец Папий, начертанные на надгробии I в. н. э., найденном в земляном некрополе Кепов, не является собственно греческими.
Варваризация материальной и духовной культуры Кепов заметно прогрессирует за время с I в. н. э. до IV в. н. э.
В III—IV веках Кепы живут ещё достаточно интенсивной жизнью. Однако культурный облик города ещё больше варваризуется.

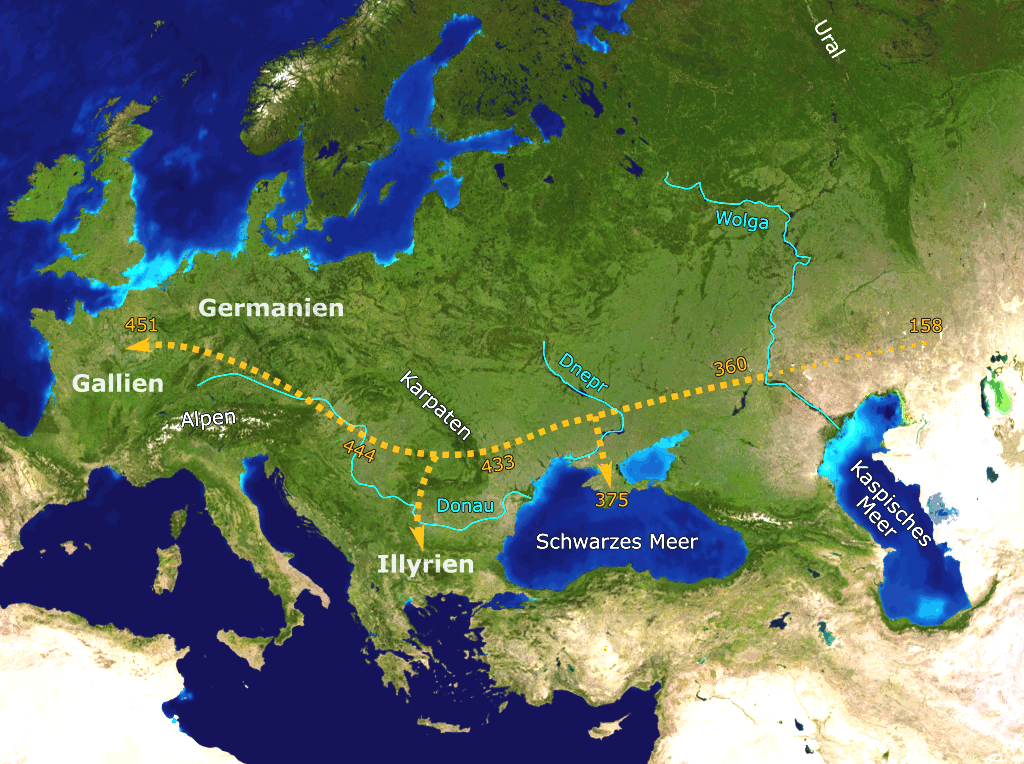
Путь гуннского нашествия по землям современной Европы

Во многих городах Боспора находят следы разрушений, связываемых с готскими нашествиями III века. В Кепах таких следов пока не обнаружено. Правда, на западном раскопе в слое не ранее середины III века можно зафиксировать сооружение большого дома, связанного с большой перепланировкой территории.
В IV веке Кепы переживают большое потрясение. Погибает хозяйственно-жилой комплекс, заметны следы пожара. Эта гибель, вероятно, была связана с военным нападением. Этим же временем датируется окончательная, единовременно выполненная засыпка колодца под склоном; следы пожарища того же времени найдены на юго-западном раскопе. О том, что катастрофа произошла именно в IV веке, свидетельствует материал заполнения колодца (среди которого замечена редкая находка — части деревянного колеса телеги), находки во дворе и на полу уничтоженного дома — алтарики, краснолаковый сосуд IV века и поздние боспорские монеты, из которых одна монета (последнего Рескупорида) лежала внутри дома, на полу, под завалом стен. Исходя из этого можно предположить, что катастрофа произошла не ранее 30-х годов IV века; пока ещё нет достаточно веских данных, чтобы бесспорно связать их с гуннским нашествием, тем более, что и после этой катастрофы город ещё продолжал существовать в течение IV века; об этом свидетельствует перекрывающий эти руины слой.
Античный город Кепы перестал существовать в IV веке. В течение достаточно длительного периода, как можно судить из известного к этому времени материала, здесь был пустырь. Но в конце VII века на месте античных Кепов возникает сельское поселение. Материальная культура его небогатая, наиболее частыми находками являются фрагменты небольших красно- или оранжевоглиняных амфор с высокими ручками, которые очень часто имеют процарапанные знаки, а также лепная посуда. Расположение поселения не повторяло расположение погибшего города; строительные остатки обнаружены не только на месте античного города, но и за его юго-восточной границей. Поселение просуществовало примерно до XI века.
Кладбище средневекового поселения занимало южную часть античного городища до берегового обрыва; средневековые погребения в каменных ящиках врезаны в античный городской культурный слой. Это с полной очевидностью указывает на определённый перерыв в жизни поселения. Характер могил и погребального ритуала средневекового могильника близок к средневековому кладбищу на северном склоне горы Митридат в Керчи. Но как керченский, так и кепский средневековые могильники требуют специального изучения с точки зрения установления их датировки и определения этнической принадлежности погребённых там жителей поселения.

## Экономика
Не существует точных сведений о том, что город возник из торгового пункта — эмпория. Но удобное расположение на берегу, в отдалённой точке Таманского залива, соединённой проливами с внутренними синдомеотскими районами, даёт возможность предполагать, что такой пункт здесь существовал. В любом случае, с самого начала возникновения поселения его жители имели возможность торговать с местным населением, тем более до 540 года ещё не существовала Фанагория, которая в конце концов превзошла Кепы.
Археологи полагают, что основным занятием поселения была не торговля, а сельское хозяйство. Неподалёку от города располагались плодородные равнины. Само название города Кепы, рус. «Сады», очевидно, указывало на связь его жителей с сельским хозяйством. Возможно, разведение плодовых деревьев и не было основной отраслью хозяйства, а лишь яркой отличительной чертой города, которая со временем дала ему название. В пользу утверждения, что город не с самого начала носил имя Кепы, может указать тот факт, что у Диодора Сицилийского и в схолиях к Демосфену его имя упоминается с оговоркой καλούμενοι — «так называемый», а у Эсхина — ονομασμένοι. Обычно название города не сопровождается такими оговорками. Судя по данным Фефсата (De plant., IV, 5, 3) и археологических материалов, садоводство на Боспоре развивалось рано и интенсивно.
В период Спартокидов с особой отчётливостью прослеживается и экономическая зависимость Кепов от Пантикапея. Подавляющая часть черепицы, строительный камень, часть посуды, вероятно, металлические изделия поступали в Кепы из Пантикапея. Кепиты, видимо, часто посещали Пантикапей, жили там и даже там умирали, как можно судить по надгробию IV в. до н. э. кепитянки Феопомпы, сына Айантида, найденному в районе северного склона горы Митридат.
Значительную, но, видимо, меньшую роль в экономике Кепов играли связи с соседней Фанагорией. Часть черепицы и посуды поступала в Кепы также из этого города.

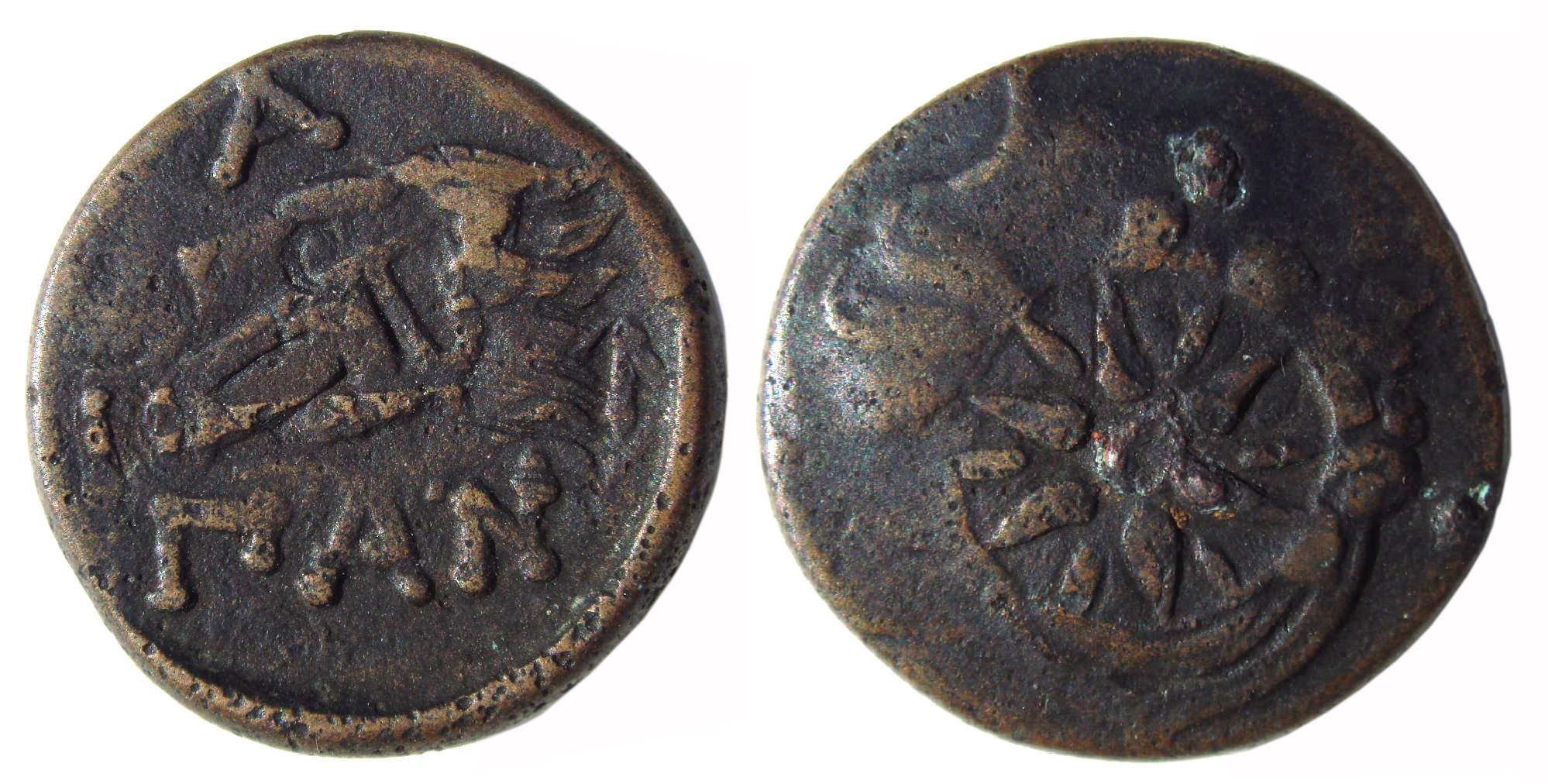
Монеты Боспорского царства

Своей монетной чеканки Кепы не имели никогда, но находки монет на городище и в некрополе многочисленны, что указывает на оживленную внутреннюю городскую торговлю. Среди монет, найденных в Кепах, подавляющее большинство пантикапейских и фанагорийских; другие очень редки. О внутригородской торговле свидетельствуют находки свинцовых гирь, среди которых примечательна четырёхугольная гиря, которая представляла собой мену со съёмными разновесками в 1/8 веса мины (52 г.). На гире чётко прочерчена буква «М». В Кепах найдено значительное количество фрагментов чёрнолаковой аттической посуды, амфор из разных центров Эгейского бассейна (Хиос, Кос, Фазос, Родос и др.) и Южного Причерноморья (Синопа, Гераклея). Вероятно, средиземноморские товары поступали в тот период в Кепы не столько напрямую из городов Эгейского бассейна, сколько через Пантикапей и частично через Фанагорию. В Пантикапей из Кепов поступали, вероятно, хлеб, скот, кожа, рыба и некоторые другие товары, а в Кепы ввозились товары заморского и собственно пантикапейского производства. Вместе с пантикапейскими товарами в Кепы попадали и пантикапейские монеты.
Кепы имели собственное ремесленное производство, следы которого можно найти начиная с III-II вв. до н. э. (ткачество, гончарное дело). Однако ремесленничество Кепов было не в состоянии дать достаточно товаров для эквивалентного обмена на большое количество ввозимых товаров. Эквивалент мог быть достигнут только путём использования продуктов сельского хозяйства. Для Кепов торговля в пределах Боспора, видимо, имела большее значение, чем торговля с более отдалёнными заморскими центрами.
Материал, полученный при раскопках Кепов, свидетельствует, что в III—II вв. до н. э. Кепы достигают наивысшего экономического процветания; кризисных явлений не заметно; культурные слои этого периода насыщены большим количеством разнообразных находок (керамика, кафель, обломки мрамора, терракоты и т. д.). Среди раскопанных могил земляного некрополя большая часть датируется именно этим временем; могилы простых людей, расположенные плотным массивом, обеспечены хорошим инвентарем. О внутригородской торговле говорит большое количество монет III—II вв. до н. э. Особо примечательна находка 11 монет, которые лежали стопками в захоронении II в. до н. э. О богатстве местной рабовладельческой верхушки дают представление захоронения Артюховского кургана, который датируется II в. до н. э. Эти данные свидетельствуют об усилении имущественной дифференциации, а также дают некоторые новые основания для утверждения о разницы в экономическом развитии городов азиатской и европейской частей Боспора.
Варваризация материальной и духовной культуры Кепов заметно прогрессирует за время с I по IV века. Происходят изменения и в экономическом развитии. Сельское хозяйство и скотоводство, как и раньше, играют главную роль, но наблюдается усиление удельного веса собственного меотского ремесленного производства: открыты остатки гончарной печи I века, железные шлаки, найден ряд костяных инструментов для шлифовки. Можно считать, что в настоящее время в верхнем городе хозяйственных построек было мало. Во всяком случае, в районе западного раскопа раньше стоял храм, а в I веке здесь помещается винодельня оригинальной формы. Пока неизвестно, существовало ли виноделие в Кепах до I века. Обломки цемянки и часть жёлоба-слива, сделанного из горла амфоры и полукруглого калиптера, обмазанного цемянкой, указывают на существование винодельни и в районе центрального раскопа. В позднеантичных слоях встречались сгнившие и залежалые виноградные листья. Судя по керамическим находкам за I—III века, в Кепы ввозились уже не средиземноморские товары, а товары городов Южного Причерноморья, особенно Синопы (черепица, посуда, амфоры, возможно, с оливковым маслом). Некоторые товары завозились в этот период в Кепы из Сирии (стекло, ожерелье) и Египта (ожерелье, скарабеи).
Как и в эпоху эллинизма, жители Кепов, особенно женщины, имели большой спрос на украшения (бронзовые фибулы, кольца, браслеты и т. д.), среди которых найдены подвески и геммы значительной художественной ценности и другие предметы туалета. Любимым развлечением кепитов была игра в астрагалы, которые были найдены в Кепах в большом количестве.
В III-IV веках Кепы живут ещё достаточно интенсивной жизнью. Однако культурный облик города ещё больше варваризуется. Находки большого количества зерна, пифосов и ям для хранения зерна, зернотёрок, сгоревшей в печи соломы указывают, что сельское хозяйство продолжало играть ведущую роль. Кепиты сеяли преимущественно пшеницу и многорядный ячмень; рожь, которая встречается вместе с подмаренником, тогда ещё считалась бурьяном. На корм скоту, видимо, шёл овёс и чечевица.
Судя по значительному количеству костей, найденных на городище во всех слоях, в Кепах, начиная с VI в. до н. э., разводили преимущественно крупный и мелкий рогатый скот и лошадей. Кости собак встречались, начиная с самых ранних наслоений. В III—IV веках наблюдается увеличение количества костей лошадей.
Ремесло в этот период, видимо, играло лишь вспомогательную роль. Находки грузил и медных крючков указывают на более значительную, чем в предыдущие периоды, роль рыболовства. Среди рыбьих костей обращают на себя внимание частые находки костей осетровых. Судя по керамической таре, торговля по-прежнему велась преимущественно с южнопонтийскими центрами. Об этом говорят узкогорловые светлоглиняные амфоры с профилированными ручками: большинство из них имеют на горле и на плечах курсивные надписи и знаки красной и бурой краской. Но главную массу амфор составляли огромные, широкогорловые красноглиняные амфоры с сосковидным дном, яйцевидным туловищем и плоскопрофилированными ручками. Подобные амфоры характерны для всех античных боспорских городов Северного Причерноморья III—IV веков. Их использовали для хранения не только вина, но и зерна. Находки в Кепах показали, что такие амфоры имели дискообразные известняковые крышки. На плечах и горлах таких амфор часто царапались буквенные обозначения и другие знаки. Часть такого рода амфор, возможно, изготавливалась в Кепах. Для того времени характерны большое красноглиняное и сероглиняное лощение посуды типа корчаги. Обращает на себя внимание значительный ввоз краснолаковых мисок, что наблюдается в настоящее время во всем Северном Причерноморье.

## Государственный строй
Основная масса находок архаического слоя — фрагменты керамики — подчеркивает греческий характер поселения и его тесные связи с ионическими и островными центрами Средиземноморья (Хиос, Клазомены, Родос и другие). В городском строительстве раннего периода широко применялись морские ракушки, что легко можно объяснить отсутствием строительных материалов в кружающей местности. На центральном раскопе, в архаическом слое, который лежит на материковом песке, найдено большое количество отборных морских ракушек.
Есть основания полагать, что до объединения боспорских городов под властью Археанактидов Кепы были самостоятельной городской общиной, но, возникнув как милетская апойкия, они поддерживали тесные связи с Пантикапеем. Пантикапей и Кепы были, очевидно, основными группами милетских переселенцев, близких по социально-экономическому положению, которые имели схожие интересы.
Эсхин описал политическое положение Кепов в V в. до н. э. Передача Кепов под управление чужеземцу-афинянину Гилону и, как видно из схолий к Демосфену, с правом выбора налога (καρποδσθ-αι λαβών παρ’ αύτών), означает полное политическое подчинение города боспорскому царю в конце V в. до н. э. Примерно в те же времена похожим образом поступали и персидские цари.

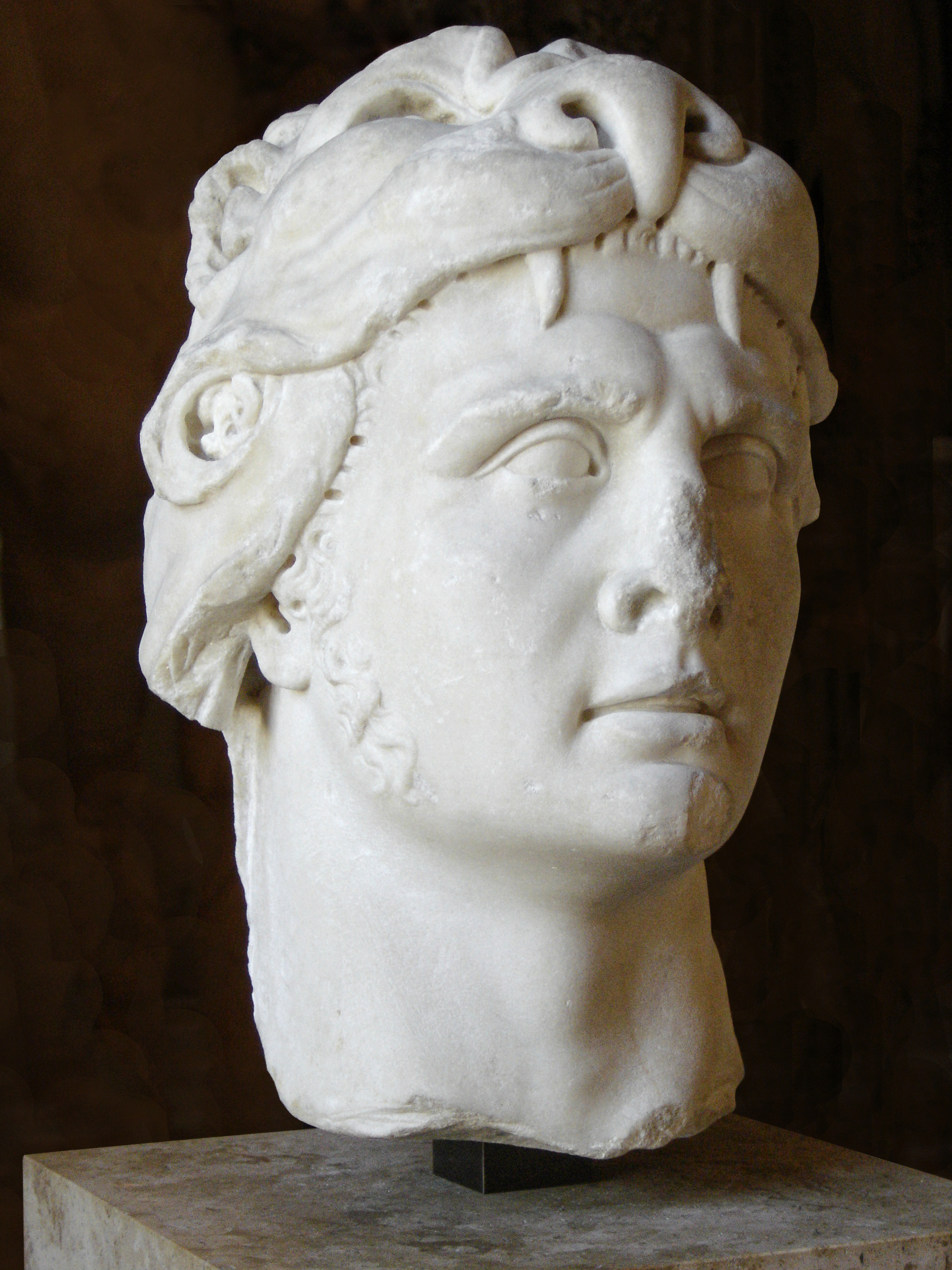
Митридат VI Евпатор, один из самых известных правителей Боспора

Очевидно, такой акт мог быть результатом уже ранее заключенных соглашений. Политическое подчинение Кепов, вероятно, было устроено ещё Археанактидами, которые использовали ранние связи кепитов с пантикапейцами. Правителям новой династии, Спартоку и Сатиру I, очевидно, не было трудно до конца подчиниться Боспору. Для Сатира подчинение Кепов имело существенное значение, поскольку они были надежным пунктом в его борьбе за присоединение синдских территорий.
Судя по керамике, которая была найдена на приколодезном раскопе в слое V в. до н. э. (чёрнолаковые и краснофигурные сосуды), и из инвентаря могил того времени, Кепы в V в. до н. э., сохраняя тесные связи с ионическими центрами, резко усилили связь с Аттикой. На некрополе в одной из могил V в. до н. э. было найдено семь аттических чёрнолаковых сосудов. Нередки находки флаконов V—IV вв. до н. э. из финикийского стекла.
В материальной культуре города VI-V вв. до н. э. пока не удаётся найти доказательства того, что местные этнические элементы проникали в городскую среду. Ряд исследователей, которые находили лепную керамику в античных городах, обычно опираются на них как на доказательство наличия представителей местных племен в составе городского населения. Лепная керамика в Кепах встречается с самого раннего времени. Однако есть и другое основание считать, что население Кепов тем или иным образом с очень раннего времени стало пополняться местными элементами. Гилон приехал на Боспор, получил Кепы и потом женился, по одной версии (Эсхина) — на скифянке, по другой — (схолии к Демосфену) — «на дочери одного из туземцев». Но источники сходятся в том, что при бракосочетании Гилон взял богатое приданое. Если Гилон, будучи в Кепах, женился на туземке, то, скорее всего, она была дочерью знатного синда или меота. Для Эсхина важно было выяснить не столько точное наименование его племени, сколько показать варварское происхождение, и в таком случае название «скифянка» было самым понятным афинянам. Отсюда и стремление Эсхина подчеркнуть низкое происхождение Демосфена, когда он в одной из речей указывал даже, что Демосфен походил по матери от кочевых скифов, что, как полагают историки, маловероятно.
Таким образом, в Кепах, на периферии античного мира, древние греки устанавливали связи с местным населением, женились на богатых невестах с местной родовой аристократии, рождая эллинизированную знать. Это частично объясняет специфику боспорской культуры.
В период IV—II вв. до н. э. Кепы были одним из внутренних боспорских городов, полностью подчинённых боспорским правителям. Возможно, что в Кепах со времен Гилона главную роль играла назначаемое царём лицо, при котором выборные органы городского самоуправления занимали второстепенное место. Подобное положение было, возможно, обычным для Боспора.
Об участии Кепов в политических событиях конца IV в. до н. э. говорит тот факт, что Притан, потерпев поражение в борьбе с Евмелом, бежал из Пантикапея в Кепы, где и был убит. Бежал он сюда, видимо, не случайно. Кепы служили ему, вероятно, опорным пунктом в то время, когда Евмел, действуя, по словам Диодора, с востока, оттеснил его к перешейку Меотийского озера (нынешнее Азовское море). Вообще же Кепы, будучи в то время внутренним боспорским городом, большого военного значения не могли иметь. Однако, как показывают раскопки некрополя, мужское население города носило оружие.

## Архитектура
В городе, как и в период эллинизма, существовали красивые общественные здания. Одно из таких зданий было расположено в районе центрального раскопа; там обнаружены следы большой выборки камня и найден известняковый каннелюрованный барабан колонны и известняковый калиптер. Известняковые барабаны колонн, известняковая и мраморная черепица найдены и в других частях городища. Изнутри помещения украшались разноцветными мраморными плитками и цветной штукатуркой, куски которой не один раз встречались в слоях этого времени. Иногда полы мостились специальным известково-галечным составом, отполированным сверху.
В городе существовали водостоки, сооружённые из каменных желобов. Один такой жёлоб заложен в кладку стены в III веке, обломки других найдены в позднеантичных слоях. Водоснабжение города осуществлялось из колодцев, расположенных под откосом на нижнем плато.
На площади стояли изваяния и плиты с декретами. В кладке III века был найден постамент мраморной скульптуры, в другом месте верхнего города обнаружен огромный мраморный постамент для декрета со знаком боспорского царя I—II веков. Могилы некрополя украшались надгробиями, на некоторых из них были надписи на греческом языке.
Во время раскопок удалось найти лишь одно строение, которое было предназначено для религиозных верований. Это небольшой храм, площадью 30 м2, посвящённый Афродите, который располагался на южной окраине города. Интерьер храма был раскрашен в разные цвета, а крыша покрыта глиняной черепицей. В святилище были найдены мраморная голова статуи Куроса или Аполлона, датированные концом VI в. до н. э., вотивную мраморную женскую голову с рогом изобилия и мраморную статуэтку Афродиты, работы неизвестного мастера из Малой Азии II в. до н. э..
В городе также были найдены руины бани I века. В бане находилось несколько купелей, стены были сделаны из неопаленного глиняного кирпича и облицованы изнутри мрамором, под стенами располагались скамьи, через которые, по внутренним каналам, протекал горячий воздух. На север и на восток от бани пролегал водопровод, построенный из тёсаных блоков и покрытый плитами из камня и глиняной черепицы. У входа в баню, под стеной, водопровод был сделан из глиняной трубки, в которой находились другие трубки меньшего диаметра.
Остатков оборонительных стен в городе найдено не было, хотя и потребности в них тоже, похоже, не возникало. Только на север от города были найдены руины наскоро возведённой насыпи, датированной I веком.
В западном раскопе найден хозяйственно-жилой комплекс, возникший в III веке и закрывшийся в IV веке. Он состоит из руин нескольких помещений, амбаров с пифосами, двора и водостока. Изучение этого комплекса даёт возможность сделать ряд выводов, подкрепляемых находками в других местах городища.
Руины четырёх помещений дают возможность исследователям реконструировать единственный строительный блок, подобный блокам в Илурате и Семёновке. Хорошо прослеживается строительная техника. Основание здания составляли каменные цоколи, верхняя плоскость которых была выровнена плоскими известковыми камнями и фрагментами керамики. На цоколях были сложены стены из сырцового кирпича. Крыша была крыта черепицей. Потолки, вероятно, утеплялись камкой. В Кепах с древности кирпич представлял собой наиболее распространённый вид строительного материала. Это хорошо прослеживается по составу почвы, начиная с эллинистических слоев, поскольку главную массу грунта составляют развалы с документами, новостройки. Винодельня I века имела также сырцовые стены. Этот факт объясняет небольшое количество сохранившихся каменных кладок, которые ещё в древности постоянно разбирались и употреблялись на более поздние постройки. Так, стены дома III—IV веков складывались в основном из камней вторичного использования. Раскопки Кепов дали значительный материал для суждения о строительных материалах и строительной технике. Кроме упомянутых камня сырца, морской ракушки, мрамора, цемянки, извести, штукатурки, глины, в Кепах широко применялось дерево, скрепленное железными и бронзовыми коваными гвоздями, морская трава для подстилок и утепления, песок, гравий. В III—IV веках стал применяться обожжённый кирпич, но археологам пока неизвестно, какого рода сооружения из него сооружались.
Последний из античных слоев городища, хотя и довольно мощный по толщине, строительных остатков содержит мало, зато характеризуется находками наибольшего количества грубой лепной керамики. Руины нескольких фундаментов указывают на бедность и упадок строительной техники.

## Религия

План святилища Кепов

В городе, как и всем регионе азиатского Боспора, широко практиковалось поклонение Афродите. Согласно находкам, датируемым VI в. до н. э., можно предположить, что храм или святилище существовал в городе ещё в архаичные времена. Это предположение подтверждается посудой V в. до н. э., на которой можно прочитать инициалы богов, надписями на керамических обломках, а также найденной мраморной головой Афродиты работы Александрийской школы, которая датируется III — II вв. до н. э. Во время раскопок в городе также был найден храм Афродиты. Об этом говорит обнаруженное в 1957—1959 годах на западном раскопе скопление значительного количества обломков терракоты и фрагментов чёрнолаковых сосудов IV в. до н. э. с остатками граффити, и в том числе с монограммами, которые, по сведениям учёных, представляют собой начальные буквы имени Афродиты. Подобная монограмма есть и на фрагменте стенки амфоры. Вблизи западного раскопа одним из местных жителей найдено большое, возможно, жертвенное блюдце, которое, однако не сохранилось. При раскопках 1958—1959 годах здесь же, на западном раскопе, были найдены два обломка края жертвенных глиняных сосудов.
На север от города располагался некрополь, хотя могилы можно найти как к востоку, так и к западу от города. На площади в 60 км2 во время раскопок 1959—1970 года было найдено в общей сложности более чем 400 захоронений, датируемых от VI в. до н. э. до III в. н. э. По ритуалам захоронений VI—V вв. до н. э. могилы имели прямоугольную или овальную форму, были обложены глиняным кирпичом. Детей хоронили в амфорах. Традиционно трупы были похоронены на спине лицом на восток. В могилу иногда клалась окрашенная посуда или другие простые дары. К мужчинам в могилу часто клали оружие. Наибольшее количество захоронений датируется III — I в. до н. э. В общем традиции захоронений не меняются, только параллельно встречаются могилы с надгробной плитой, высеченные в камне и подбойные могилы.
Хотя найденные захоронения принадлежат преимущественно греческой традиции, иногда встречается и сарматская. Сарматы появились на этой территории примерно в III в. до н. э. В этих годах продолжают сохраняться старые традиции погребения, но также начинает появляться кремация. Кремация осуществлялась непосредственно в самой могиле или рядом с ней, после неё пепел высыпали в амфору, которую и хоронили. Похоронные подарки этого периода разнообразны: глиняные горшки, в основном местного производства, ожерелья и боспорские монеты. В период III—I в. до н. э. оружие в могилы не клали. В этот период широкое распространение приобретает традиция построения надгробных стел, на них изображали мужчин, женщин, всадников и т. д.
В I в. до н. э. некрополь сжимается, и захоронения в основном происходят в его северной части. Как и ранее, могилы имеют прямоугольную и овальную форму, но теперь они становятся шире. Ещё чаще встречаются захоронения в отбойных могилах. Позиция тела остаётся спиной к низу, но иногда встречаются тела в позе эмбриона. Кремация и погребальные обряды исчезают. Оружие снова начинает появляться в мужских могилах, а надгробные стелы все ещё популярны.
Считается, что к IV веку сильно изменилась духовная культура населения Кепов. В культурной жизни населения города наблюдается отказ от традиций античной культуры, потеря вкуса к произведениям античного искусства, в частности скульптуры. На городище найдено большое количество обломков варварских разбитых известняковых и мраморных скульптур. Из них часть оказалась использована для сооружения фундаментов; так, фрагменты двух постаментов мраморных статуй с остатками ступни обнаружены в кладках позднеантичных зданий. Нет основания думать, что разрушение античных скульптур оказалось только результатом нашествия варваров.
Разрушительная деятельность стала следствием идеологической борьбы, изменения идеологических взглядов, которое выражалось в победе христианства. Подтверждением этого вывода может служить бронзовый алтарь, найденный в полу дома, разрушенного в IV веке. Аналогичные алтари найдены в христианских памятниках IV—V веков. Одновременно с христианством распространялись и другие верования, о чём свидетельствует подвесная глиняная табличка с изображениями древа жизни, оленя со змеей и непонятных символов геометрической формы, которые в целом отражают синкретизм религиозных представлений.
На памятнике найдено раннехристианское надгробие из известняка с выбитым крестом.

## Перечень эпиграфических источников, найденных при раскопках
- SEG 27:435[43] Надпись на плите из белого мрамора, левая часть которой была случайно найдена в 1960 году вблизи Киммерийского вала. На находке сохранились 4 строки надписи. По форме камня можно сделать вывод, что он был вставлен в стену, а особая форма письма позволяет предположить, что камень был изготовлен в середине или во второй половине III века. Согласно полученным сведениям, надпись на плите является списком имён. Случайность такой находки не позволяет предположить происхождение надписи, но с большой вероятностью она происходит именно с Кепов. Артефакт свидетельствует о том, что греческий полис продолжал существовать на Таманском полуострове в III веке[44].
- SEG 45:983,d[45] SEG 45:983,h[46] SEG 45:983,i[47] Фрагменты надписей на посуде. Годы не известны.
- SEG 45:990[48] Средняя часть трёхстрочной посвятительной надписи, нанесенной на мраморную базу, обколотая слева и справа. Фрагмент этой базы был найден в 1963 году на городище Кепов. Надпись является образцом раннеэллинистического письма и была сделана, по мнению учёных, на рубеже IV-III вв. до н. э. Эпиграфист Валерий Яйленко на основе своих исследований делает предположение, что надпись можно перевести как «определённая [дочь] кого-то, которая исполняла обязанности жрицы, женщины Спартока, и посвящённая при архонте Перисаде, сыне Левкона, Афродите»[49].